# Granulocitoaferesi
La granulocitoaferesi una procedura di aferesi (rimozione di sostanze patologiche dal circolo venoso del paziente e/o rimozione di cellule) finalizzata al trattamento di malattie auto-immunitarie che permette di raccogliere i granulociti, monociti/macrofagi che rappresentano una delle popolazioni dei globuli bianchi responsabili dell'azione infiammatoria.